# Flikkrassing
Flikkrassing (Lepidium bonariense) är en korsblommig växtart som beskrevs av Carl von Linné. Enligt Catalogue of Life ingår Flikkrassing i släktet krassingar och familjen korsblommiga växter, men enligt Dyntaxa är tillhörigheten istället släktet krassingar och familjen korsblommiga växter. Arten förekommer tillfälligt i Sverige, men reproducerar sig inte.

## Underarter
Arten delas in i följande underarter:
- L. b. bonariense
- L. b. pseudovirginicum

## Bildgalleri

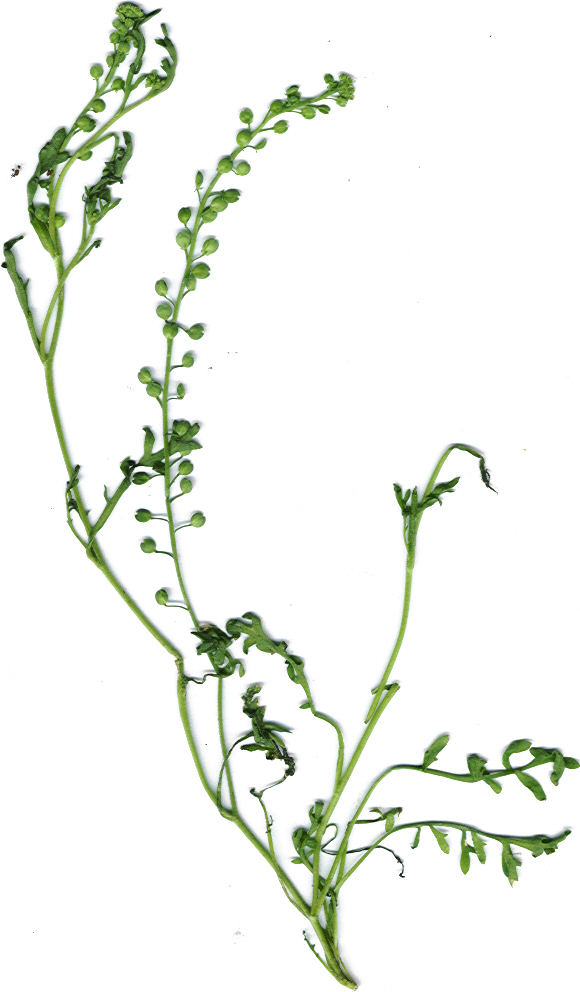
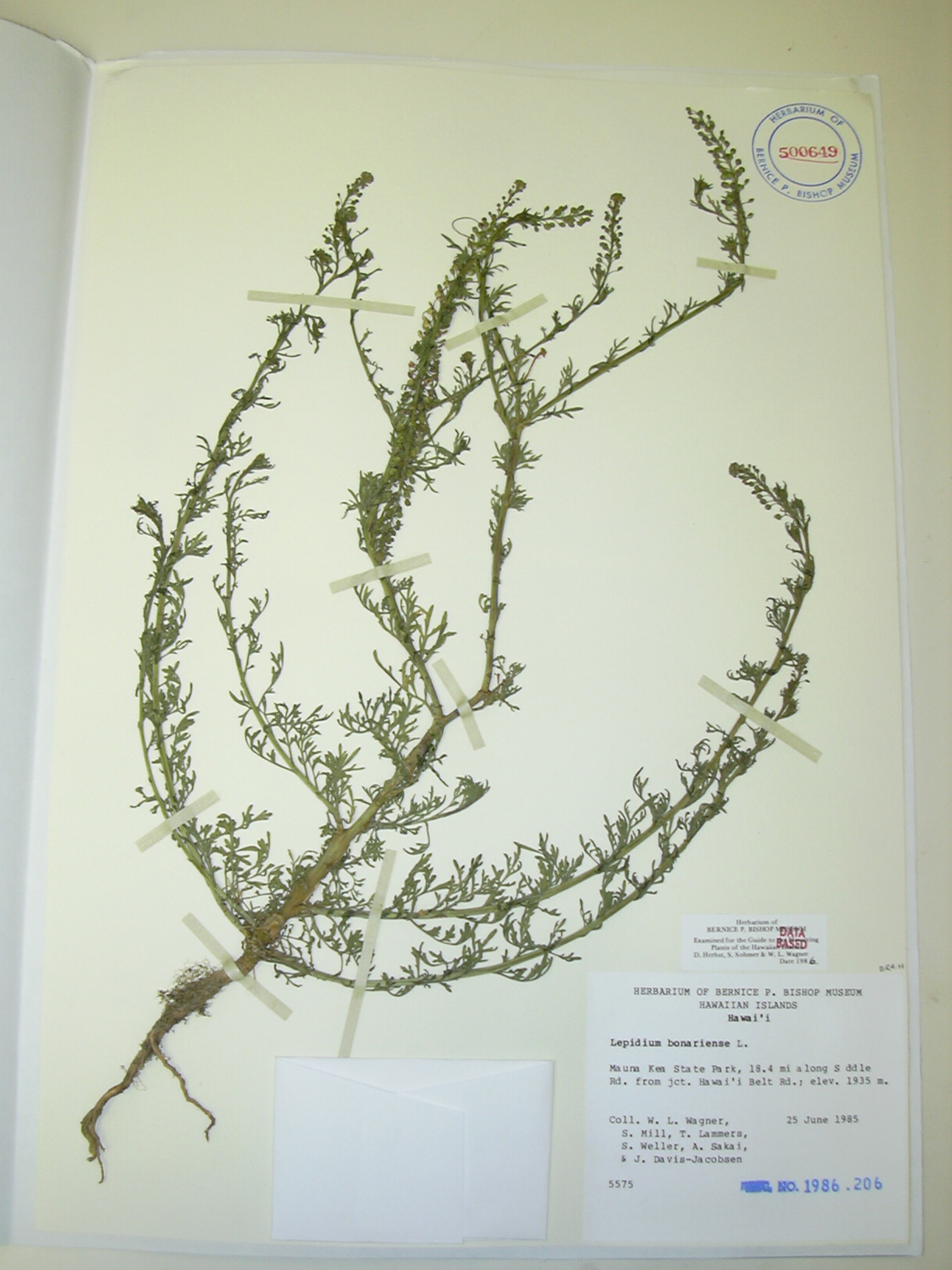
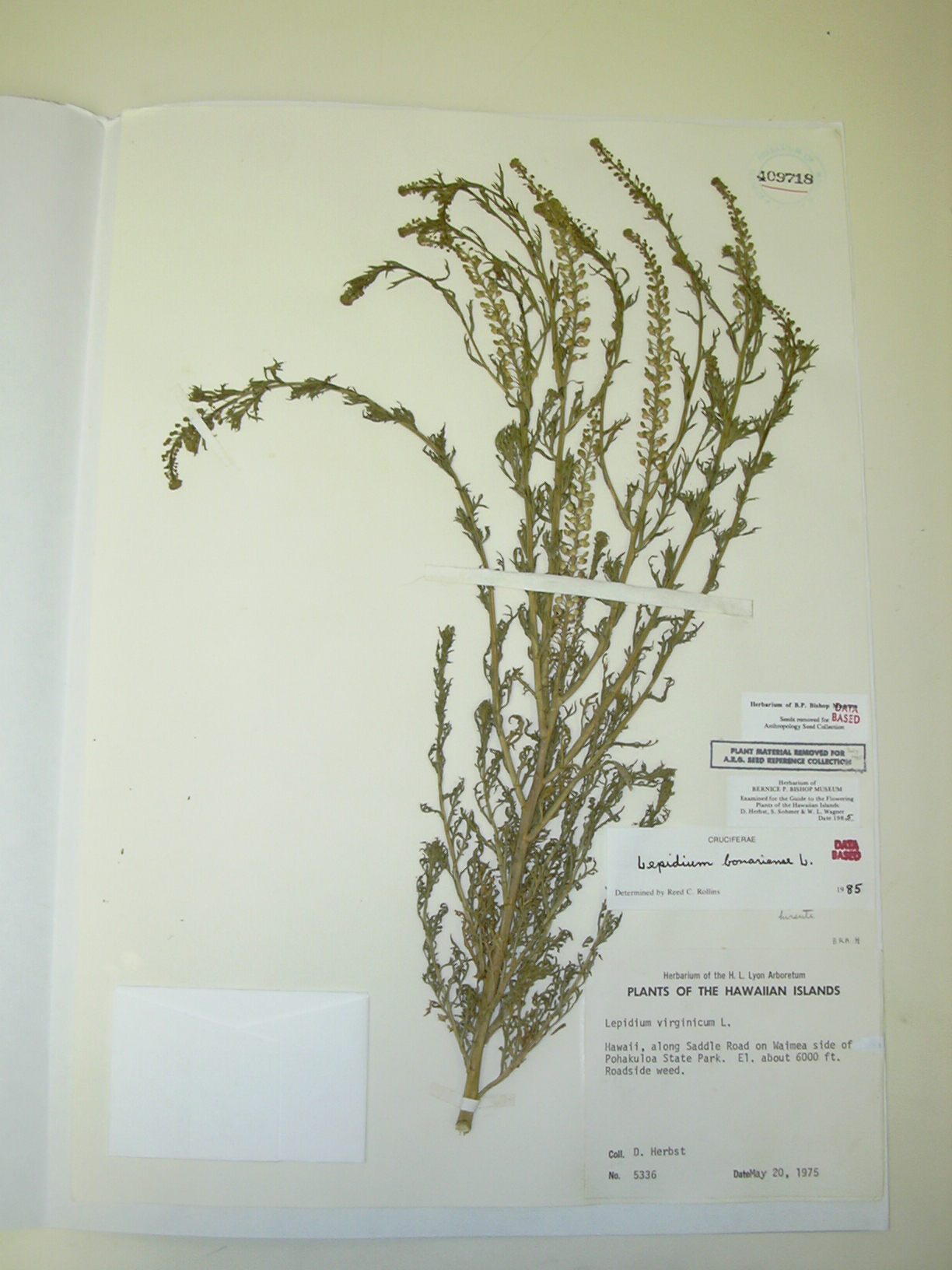